# 護女煞星
《護女煞星》（英語：Sweet Girl）是一部2021年美國動作驚悚片，由布萊恩·安德魯·門多薩（Brian Andrew Mendoza）執導，這也是他執導的首部長片，菲利普·艾斯納、格雷格·赫爾維茲和威爾·史泰博編寫劇本。主演包括傑森·摩莫亞、伊莎貝拉·莫塞德、馬奴·賈西亞-魯爾福、拉薩·傑佛瑞、安卓·亞霍娜、賈斯汀·巴薩、萊克斯·史考特·戴維斯、麥克·雷蒙-詹姆士與艾米·布倫尼曼。劇情敘述一名丈夫在失去愛妻後，誓言要向仇人報復並保護好自己的女兒。
該片定於2021年8月20日上線Netflix。

## 劇情
在賓夕法尼亞州匹茲堡，亞曼達·庫柏患上了癌症，且加上拜歐普萊姆（BioPrime）公司總裁賽門·基利的花錢讓對手的新藥下架，亞曼達無法及時取得便宜的新藥來治病。她的丈夫雷在觀看基利與國會女議員黛安娜·摩根的現場辯論時，致電威脅基利。基利無視威脅，令雷和女兒瑞秋感到絕望。
六個月後，雷接到記者馬丁·班奈德的電話，得知對方有望扳倒基利，為亞曼達討回公道。他們在地鐵上相遇，班奈德說拜歐普萊姆一直在賄賂任何質疑其骯髒行為的人，包含能挽救亞曼達的新藥在內；突然，殺手艾莫·桑托斯前來謀殺了班奈德，並在車站刺傷了雷、擊倒了瑞秋。
兩年後，雷一直在獨自調查基利。他偷偷溜進了一場基利的慈善晚會，並在質問對方時殺了一名保鑣，同時無意殺了基利；雷得知班奈德的死是印度合作夥伴維諾德·沙所為。然後雷找到了瑞秋，他們躲在城外的汽車旅館裡。瑞秋擔心雷尋求報復，聯繫了FBI探員莎拉·米克，並試圖說服她調查拜歐普萊姆。第二天早上，兩名僱傭兵闖入汽車旅館，雷殺死了他們，這讓他和瑞秋之間更加緊張。雷計劃追捕沙，瑞秋說服他帶她一起去。他們困住了沙的車，雷試圖審問他，但沙遭桑托斯殺死。三人在一家餐館見面，雷讓桑托斯說出雇主，那人便是參議員黛安娜·摩根，並承諾他們會在匹茲堡再次見面。抵達後，他們被FBI發現，他們將雷追到了棒球場的屋頂。
當米克試圖說服他時，揭曉原來雷就是瑞秋；雷早在兩年前死於桑托斯的刺傷，而瑞秋患有創傷後應激障礙，從那時起就一直在尋求復仇。她跳進河裡，仍然被米克逮捕，但她撞毀了救護車並逃脫。瑞秋決心為她的家人討回公道，她闖入摩根的辦公室，再次面對桑托斯，最終殺死了他。她面對摩根並錄下對方被拜歐普萊姆收賄的坦白，瑞秋未取她性命，而是急忙離去。事後，瑞秋將錄音檔案寄給米克，讓摩根收賄的真相公諸於世；同時瑞秋登上了前往未知目的地的飛機。

## 演員
- 傑森·摩莫亞飾演雷·庫柏（Ray Cooper）[3]
- 伊莎貝拉·莫塞德飾演瑞秋·庫柏（Rachel Cooper）[4]
  - 米蓮娜·李維羅（Milena Rivero）飾演年幼的瑞秋·庫柏
- 馬奴·賈西亞-魯爾福飾演艾莫·桑托斯（Amo Santos）[5]
- 艾米·布倫尼曼（英语：Amy Brenneman）飾演黛安娜·摩根（Diana Morgan）
- 安卓·亞霍娜飾演亞曼達·庫柏（Amanda Cooper）[5]
- 賈斯汀·巴薩飾演賽門·基利（Simon Keeley）[5]
- 拉薩·傑佛瑞飾演維諾德·沙（Vinod Shah）[5]
- 萊克斯·史考特·戴維斯（英语：Lex Scott Davis）飾演FBI探員莎拉·米克（FBI Agent Sarah Meeker）[5]
- 麥克·雷蒙-詹姆士飾演FBI探員約翰·羅斯曼（FBI Agent John Rothman）[5]
- 多米尼克·福穆薩飾演山姆·沃克（Sam Walker）[5]
- 布萊恩·郝伊（英语：Brian Howe (actor)）飾演皮特·米切利（Pete Micelli）[5]
- 尼爾森·富蘭克林（英语：Nelson Franklin）飾演馬丁·貝內特（Martin Bennett）[5]
- 雷吉·李飾演吳醫生（Dr. Wu）[5]

## 製作
《護女煞星》由布萊恩·安德魯·門多薩（Brian Andrew Mendoza）執導，這也是他的首部長片執導作；ASAP娛樂（ASAP Entertainment）的布萊德·派頓和傑佛瑞·弗爾森（Jeff Fierson）將該項目帶到Netflix，批准製作。劇本曾由菲利普·艾斯納和格雷格·赫爾維茲經手，後由威爾·史泰博完成最終稿。2019年7月，傑森·摩莫亞簽約擔任主演和監製，他將扮演名為庫柏（Cooper）的丈夫，他誓言要為負責其妻子死亡的人們伸張正義，同時還要保護自己的女兒。摩莫亞先前曾與門多薩合作數次，包括電視劇《邊境爭霸》（2016年）和電影《極限救援》（2018年）。弗爾森表示：「傑森和布萊恩就像家人一樣，因此，在為《邊境爭霸》工作了三季後，與他們重新合作拍攝電影，可謂夢想成真。當我們初次閱讀該劇本時，我們知道只有一個演員能夠為庫柏這個角色帶來魅力和深度，那就是傑森。」馬丁·奇斯勒（Martin Kistler）將擔任執行製片人。
2019年10月，伊莎貝拉·莫塞德確認參演，飾演摩莫亞角色的女兒。2019年12月，多名演員加入演出陣容，如馬奴·賈西亞-魯爾福、拉薩·傑佛瑞、安卓·亞霍娜、賈斯汀·巴薩、萊克斯·史考特·戴維斯、麥克·雷蒙-詹姆士、多米尼克·福穆薩、布萊恩·郝伊、尼爾森·富蘭克林、雷吉·李和瑪麗莎·托梅。
劇組於2019年10月26日舉行選角的公開海選；11月11日在賓夕法尼亞州匹茲堡展開主要拍攝，直到2020年2月11日宣告殺青。

## 發行
《護女煞星》定於2021年8月20日上線Netflix。2021年7月10日，首支正式預告片發表。

## 外部連結
- 互联网电影数据库（IMDb）上《護女煞星》的资料（英文）

#invoke:NavboxV2